# Eötvös Károly
Ráczkevi Eötvös Károly (Mezőszentgyörgy, 1842. március 11. – Budapest, 1916. április 13.) politikus, ügyvéd, író, publicista, országgyűlési képviselő, „a Vajda”. Korának egyik legnevesebb ügyvédje és legismertebb közéleti személyisége, az 1883-as tiszaeszlári vérvád perében a vádlottak védője, majd a per történetéről szóló könyv szerzője. A vérvád-pert követően a nemzetközileg legismertebb magyar személy. A pesti társasági-szellemi életben „a Vajda”-ként emlegették, aki évtizedeken át az Abbázia kávéházban tartott fenn nagy tekintélyű törzsasztalt. Ügyvédi és politikai karrierje után fontos könyvek szerzője.
„A kávéházi örök csevegő a nyolcvanas évektől az első világháború kitöréséig, tehát vagy harminc éven át országos intézmény, egymagában politikai tényező, az országnak alighanem legtekintélyesebb és legkeresettebb ügyvédje volt, egy időben minden magyarok legvilághíresebbike, akiről az volt a nemzetközi közvélemény, hogy az emberiség egyik legbecsületesebb és legbátrabb férfia.”

## Családja és tanulmányai
Eötvös Károly 1842. március 11-én született Mezőszentgyörgyön ősi magyar nemesi család gyermekeként. Édesapja ráczkevi Eötvös Lajos, édesanyja bocsári Újhelyi Lídia (1814–1886). (Az Eötvös bárók családjával, Eötvös Józseffel és Loránddal nem állt rokonságban.) Az anyai nagyszülei bocsári Újhelyi Sámuel, balatonfüredi földbirtokos és Vig Julianna voltak.
Családjának politikai nézeteit a reformkor és a nemzeti függetlenség eszméi határozták meg. Középiskoláit a Pápai Református Kollégiumban végezte. Saját akaratából választotta a jogi pályát. „Én jogász leszek – mondám, – független akarok lenni, s egyéb pályán ma nincs függetlenség. S ha majd egykor szabad lesz a nemzet: e pályán lehet legjobban szolgálni őt.” Jogi tanulmányait két évig a pápai jogakadémián végezte. 1863-ban (a Bach-korszakban) joghallgatóként részt vett a Habsburg-ellenes Almásy-féle összeesküvésben. Plakátot ragasztott Veszprémben, és részt akart venni egy pesti gyűlésen, de ezt, mielőtt odaért, a rendőrség felszámolta. Valaki besúgta részvételi szándékát, Komáromban vizsgálati fogságba került. Apja jóbarátja, egy, a vizsgálatot vezető ügyész viselt dolgairól sokat tudó komáromi ügyvéd hallgatása fejében elérte Eötvös szabadon bocsátását. 1864-ben a kecskeméti jogakadémián áprilistól július végéig hat félévi vizsgát tett le. 1865 májusában Pesten államvizsgázott.

## Házassága és leszármazottjai
1867. november 30-án Veszprémben kötött házasságot Fromm Etelkával (Veszprém, 1847. – Budapest, 1905. december 25.), akinek az apja, Fromm János ügyvéd (1795–1887) hites ügyvéd volt. Eötvös Károly és Fromm Etelka frigyéből született:
- dr. Eötvös Bálint (Veszprém, 1869. április 13.), ügyvéd. Felesége: varannói és káli Hegedüs Mária.

## Politikai pályája
1872-ben a veszprémi kerület képviselőjévé választották. Csatlakozott a Deák-párthoz, 1875-ben azonban ennek Tisza Kálmánékkal, a „Balközéppel” végrehajtott fúziója miatt nem vállalt képviselői megbízást. 1876-ban négy hónap után lemondott pénzügyminisztériumi állásáról, amikor tudomására jutott a kormánynak az Ausztriával kötött közgazdasági, vám- és kereskedelmi szerződése.
1878-ban 48-as ellenzéki programmal újra képviselővé választották Veszprémben. Ettől kezdve 1899-ig, rövidebb kihagyásokkal a Függetlenségi Párt vagy az abból kivált párt soraiban politizált. 1881-ben, népszerűsége csúcspontján egyszerre húsz kerület jelölte képviselőnek, Nagykőrösön és Dunavecsén választották meg; Eötvös a nagykőrösi mandátumot fogadta el. Jelentősebb parlamenti felszólalásait az önálló magyar hadsereg mellett (Tisza Kálmán kormányát támadva) és Kossuth Lajos állampolgársága ügyében mondta el.

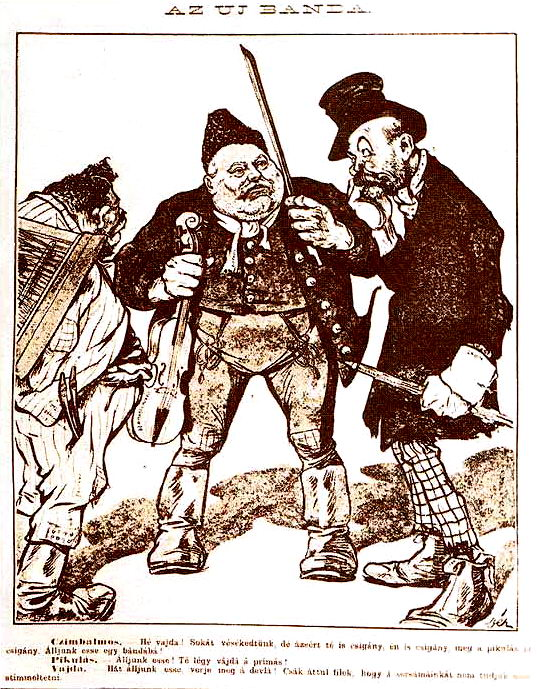
A Borsszem Jankó karikatúrája (1903)

Az 1884-es választásokon, egy évvel a tiszaeszlári per után is több kerületben jelölték, de a perben vállalt szerepéhez kapcsolt zsidóellenes hecckampány miatt nem választották meg. 1892-ben, Irányi Dániel halála után átvette az – addig is jelentős mértékben általa irányított – 48-as Függetlenségi Párt elnökségét. 1893-ban, amikor pártja nem volt hajlandó a kormány egyházpolitikai törvényének támogatására – noha ez többek között a felekezeti egyenjogúságot és a polgári házasság bevezetését irányozta elő – Eötvös lemondott az elnökségről, és huszonnégy társával kilépve megalapította a Függetlenségi Néppártot vagy, ahogy emlegették, „Eötvös-pártot”. 1895-ben ismét tényleges vezetőként tért vissza az akkor már Kossuth Ferenc elnökölte Függetlenségi Pártba.
1899-ben végleg kilépett, független liberális képviselőként maradt tagja az országgyűlésnek. Utolsó néhány aktív képviselői évében először a Bánffy Dezső-féle ellenzéki Új Pártba lépett be 1904-ben, „a nemzeti küzdelem egységes folytatásáért”, majd ismét függetlenként többek között a házszabályról mondott nagyobb beszédet. Végül 1910-ben csatlakozott Tisza István új pártjához, a Nemzeti Munkapárthoz, mert ebben látta a deáki politika megújításának lehetőségét, mandátumhoz azonban 1905 után már nem jutott.

## Publicisztikai és ügyvédi pályája
1865-ben indította meg a Veszprém című politikai hetilapot, amely szerkesztésében két éven át jelent meg. Képviselői pályájának elején a Deák-párt lapja, a Pesti Napló vezércikkírója volt, majd 1878-tól a Függetlenségi Párt lapjának, az Egyetértésnek lett vezető publicistája, 1902-től szerkesztője. E lapok megjelentették számos irodalmi művét is. Munkatársa volt emellett hosszabb-rövidebb ideig több újságnak, köztük a Pesti Hírlapnak is.
1877-ben költözött Pestre, ahol 1878-ban nyitotta meg ügyvédi irodáját, amely hamarosan a legrangosabb lett országszerte. A Tiszaeszlári perben elért sikere után ügyvédi irodájának népszerűsége és forgalma még magasabbra emelkedett, munkájával komoly vagyont szerzett.

### A Tiszaeszlári per
Eötvös Károly legjelentősebb közéleti tette a védelem elvállalása és véghezvitele, a megvádolt zsidók felmentésének kiharcolása volt az 1883-ban lezajlott tiszaeszlári perben. Az Európa-szerte figyelmet keltett per alapjául a Solymosi Eszter tiszaeszlári cselédlány eltűnése (1882. április 1.) után elterjedt, egy középkori babonát felelevenítő szóbeszéd szolgált, ami szerint a lányt a zsidók ölték meg, a nyakát elvágták, hogy vérét a húsvéti pászkába keverjék.
Eötvöst az Izraeliták Országos Irodája kérte föl a védelem képviseletére. A parlamentben Istóczy Győző és Ónódy Géza képviselők által hangoztatott vádak, a zsidókkal való teljes leszámolás követelése, a dunántúli és északi megyékben kitört antiszemita zavargások légkörében a Függetlenségi Párt vissza akarta tartani Eötvöst attól, hogy vállalja a megvádolt zsidók védelmét, ő azonban eleget tett a felkérésnek. Védőtársa Funták Sándor, Friedmann Bernát és Székely Miksa volt.
A „tiszaeszlári” per Nyíregyházán lefolytatott végtárgyalása 1883. június 20-ától augusztus 3-áig tartott, ezalatt Eötvös személyi biztonságát titkos testőrök óvták. Híres, hétórás védőbeszéde – melyben Eötvös jogtudása, megfigyelőképessége, lélektani éleslátása, alapos természettudományos konzultációi összegződtek – július 30-án reggel háromnegyed 9-től délután 4 óráig tartott. Az augusztus 3-án kihirdetett ítélet kimondta a megvádolt zsidók felmentését.
Eötvöst a perben vállalt szerepével, mint „fősahter” és „sahtervédő”, zsidóellenes támadások céltáblájává vált. A perben elért nemzetközi hírű sikere és sajtóismertsége ellenére politikai pályafutása átmenetileg megingott. Az 1884-es választásokon hecckampányokat folytattak ellene, így nem jutott mandátumhoz.

Eötvös mindazonátal nem volt tudatos filoszemita, inkább a 48-as jogegyenlőség haladó elve vezette a per felvállalásában. László Ferenc fogalmazása szerint „Eötvös haladó kiállásában akadt némi abból az úri liberalizmusból, amely a jogegyenlőség magasztos képviseletét jól össze tudta egyeztetni a nem hivatalos megnyilatkozások kedélyesen zsidózó fordulataival.”
Hej, zsidó, neked még a neved is csúfság! Ha szidni kell valakit: téged szidnak. Ha ütni lehet valakit: téged ütnek. Ha áldozat kell száz közügyre: tőled várják az áldozatot. Haragudnod semmiért se szabad, panaszaidért kinevetnek. Ezer szegényed van: nem sajnálnak. Tíz gazdag embered van: irigység mar érte. Rossz embereidet a szemedre hányják, jó embereidért mindenki fukar a dicsérettel.

## „A Vajda”

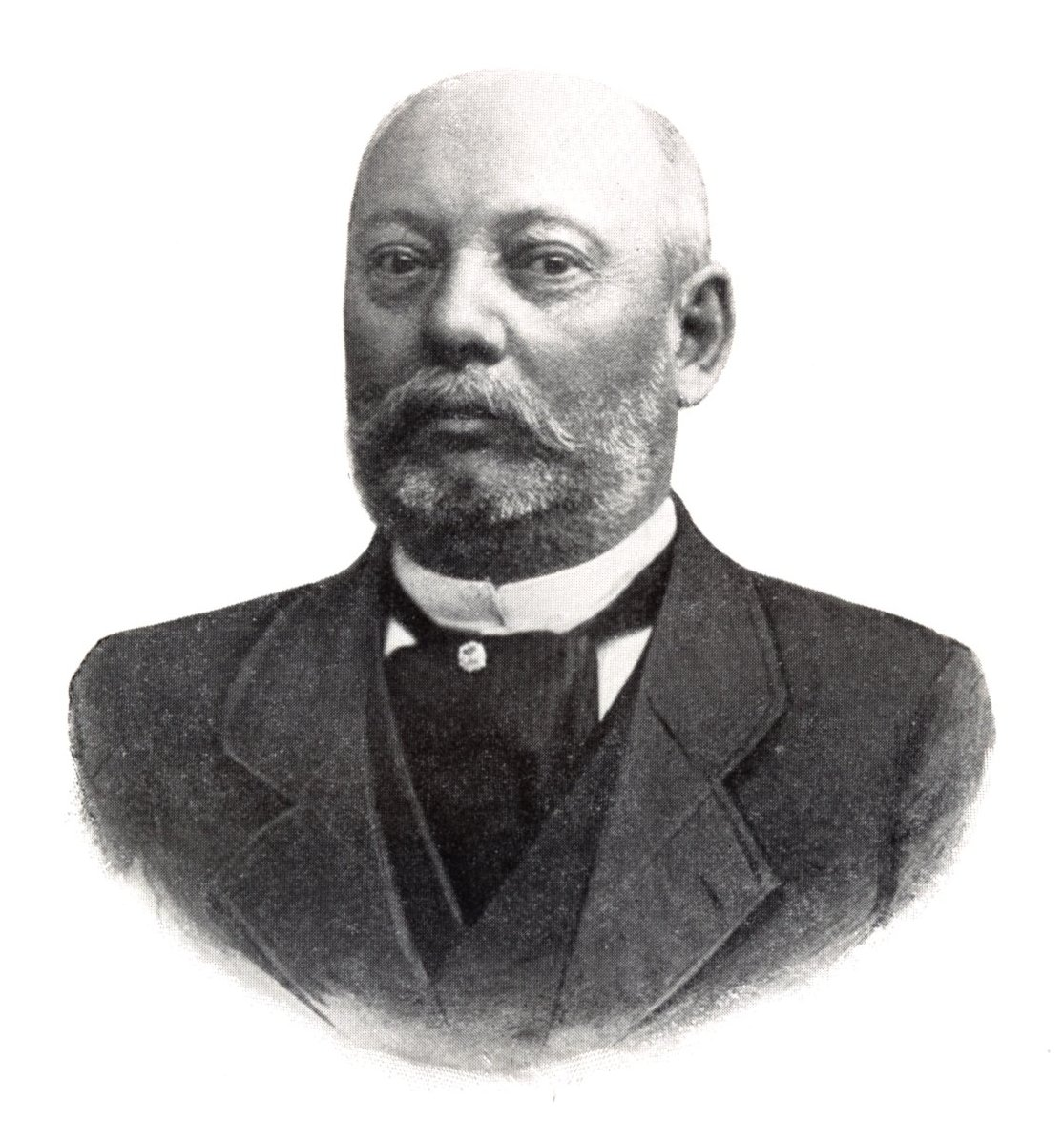
Eötvös Károly 1905-ben

Eötvös Károly korának egyik legismertebb társasági személyisége volt. Ismertségét képviselőként, ügyvédként, publicistaként, majd íróként szerezte. Az 1880-as évektől az első világháború kitöréséig híres törzsasztalt tartott a budapesti Oktogonon akkor működött Abbázia kávéház egyik sarokasztalánál, ahol szinte minden estéjét töltötte. „A soktükrös Abbázia kávéház márvány sarokasztalának a fejénél évtizedeken keresztül délutánról délutánra széles karosszékben trónolt egy kövér, ősz, borostás, kopasz fején fekete selyemsapkát viselő férfi, körülötte jogászok, újságírók, államférfiak, öreg tisztviselők és ifjú rajongók mindig népes gyűrűje.” Rajongói és ellenfelei is „a Vajdaként” emlegették. Ismert volt jogi tudásáról, anekdotáiról, politikai elemzéseiről, és hogy asztalánál szívesen ad a jog és az élet dolgaiban tanácsot a hozzá fordulóknak.
Az öreg, akit az egész ország a "Vajdá"-nak nevezett, becézett, gúnyolt vagy orákulumnak kijáró áhítattal tisztelt, napról napra kifogyhatatlanul anekdotázott, magyarázott, világpolitikai elemzéseket fejtegetett, vagy hazai állapotokat bírált, közben mindenki rendelkezésére állt, akinek széles ez országban valamiféle tanácsra volt szüksége. Se ő, se társasága nem csodálkozott, ha egy ismeretlen valaki odaült, elmondotta, hogy egyenest egy dunántúli faluból jött fel, hogy megkérdezze a Vajdát, hogyan intézhetnék el otthon családi torzsalkodásukat, vagy melyik orvoshoz vigyék a nagybeteg sógorasszonyt, vagy milyen pályára adja gyermekét, aki ügyes kézzel tud ostornyelet faragni, de sehogyan sem megy neki az iskolában megtanulandó számtan és mértan. A Vajda ilyenkor részletesen kikérdezte az idegent, elgondolkodott - és amit tanácsolt, azt az idegen hálásan köszönte... és megfogadta. És megtörténhetett, hogy közvetlenül utána az asztaltársaság valamelyik országgyűlési képviselő törzsvendége kért tanácsot, hogy interpelláljon-e a parlamentben egy ilyen vagy olyan visszaélés miatt, amelyet választókerületében tapasztalt. A Vajda erről is kifejtette a véleményét - és a képviselő is megfogadta.
1892-ben Kossuth Lajosnál járt Torinóban, s részletes beszámolóban írta le Kossuth helyzetét az emigrációban. A Kossuth Bizottság megbízásából 1894-ben, Kossuth halálának évében ő vásárolta meg Kossuth könyvtárát, amit a bizottság a Nemzeti Múzeumnak adományozott.

## Irodalmi pályája
Ügyvédi és képviselői munkája miatt írói tevékenysége élete utolsó 15 évére összpontosult, bár több újság (Pesti Napló, az Egyetértés és a Vasárnapi Ujság) korábban is folyamatosan közölte elemzéseit, folytatásokban elbeszéléseit, publicisztikáit, sőt versét is. 1899-től, miután végleg kilépett a Függetlenségi Pártból, írásai egyre gyakrabban jelentek meg a lapokban. Szándékában állt egészen felhagyni a politikával és csak az irodalommal foglalkozni, de ezt nem tudta megvalósítani. Korabeli megfogalmazás szerint „közel hatvanéves korában jutott az eszébe, hogy író, és néhány év alatt megírta "összes művei"-t”. 1900-ban a Révai kiadó úgy döntött, Eötvös műveit a jövőben önálló kötetekben adják ki, és bejelentette összes műveinek 27 kötetesre tervezett kiadását: ebből 24 kötet tíz év alatt el is készült. Első nagy sikere a jelentős kortörténeti értékű Utazás a Balaton körül (Ehhez később kapcsolódott A Balatoni utazás vége című kötet), melyben a Balaton népszerűsítésére írt le a Balaton-vidékhez kapcsolódó anekdotákat, érdekes történeteket „az ő sajátos, mesélős, hosszú körmondatos, mégis nagyon élvezetes stílusában.” Legfontosabb műve A nagy per, mely ezer éve folyik s még sincs vége című az 1904-ben megjelent könyve, mely a tiszaeszlári vérvádpert dolgozza fel félig regényes, félig dokumentarista stílusban. Fontos még Nazarénusok című írása, mely a nazarénus gyülekezetek magyarországi létrejöttének történetét meséli el a pártatlan, külső megfigyelő szemszögéből. Novellasorozatai (Utazás a Balaton körül és A balatoni utazás vége), anekdotafüzérei (Gróf Károlyi Gábor feljegyzései), életrajzai (Deák Ferenc és családja), közéleti arcképei (Magyar alakok) megjelenése mellett 1915-ben bemutatták Böthök uram szerencséje című darabját is.

### Első nagy könyvsikere: Utazás a Balaton körül – 1900
1900-ban írt Utazás a Balaton körül című elbeszélésfüzére az 1800-as évek magyarországi történetének értékes, személyes közléseken alapuló forrásműve. Anekdotagyűjtemény, történelemkönyv, útikönyv, kultúrtörténet, a nagy ember- és korismerettel rendelkező, majd' mindenkit személyesen ismerő Eötvös szemével. A kerettörténet Eötvösnek négy barátjával a Balaton körül tett 1875-ös utazása. Az utazás élményeiből kiágazó történetekben Eötvös a korszak gyakorlatias ismerőjeként számtalan történelmi esemény hivatalos történetírásból kiszűrt háttértörténetét megörökítette. Történelmi alakok (Széchenyi István, Jókai Mór, Kisfaludy Sándor, Sobri Jóska, Ranolder János püspök, István nádor), parasztemberek, borosgazdák, halászok, ispánok és más helyi tisztviselők, meghatározó szerepű asszonyok életébe enged bepillantást. Megtudhatjuk, miért párbajozott a tihanyi várkapitány a jégen, tanúi lehetünk István nádor és Jellasics meghiúsult a balatoni csúcstalálkozójának. Bemutatja az első balatonfüredi kőszínház létrehozását, Sobri Jóska és szerelme, Répa Rozi szomorú történetét, az akarattyai szilfa legendáját, a korabeli vendégszeretetet, a kialakuló balatoni fürdőéletet, a borospincék világát, a gőzhajózás megindításának nem ismert körülményeit. Érdekes adalékkal szolgál a zsidó kereskedők szerepéről a 48-as szabadságharcban, hogyan szereztek – hitelbe – 4 nap alatt 900 lovat a hadsereg felszereléséhez:
„Sárbogárdon Kohn Mózes és Kohn Simon veszik nyakukba a falukat. Nem kell nekik se a mágnások, se a szolgabírák segítsége. Veszélyben a haza. Lóval lehet csak kisegíteni. Ki bízná ilyenkor a lovat úrra, hivatalra? Zsidó kell ilyenkor.”
2007-es kiadásának ismertetője szerint: „Az Utazás a Balaton körül jóízű történeteivel, anekdotáival, bölcsességeivel, hagyományokból merítő leírásaival méltán tarthat számot országos érdeklődésre, és minden, a Balatont kedvelő ember kötelező, de legalábbis ajánlott olvasmánya kellene, hogy legyen.” „Olvasása olyan, mintha egy kedves, bőbeszédű, sokat látott öreg barátunkat hallgatnánk hajnalba nyúló borozgatás közben a lugas vagy borospince asztalánál.”

### A nagy per, mely ezer éve folyik, s még sincs vége
Legfőbb műveként értékelik a tiszaeszlári vérvád per történetét megvilágító, 1902-ben megírt és először 1904-ben megjelent A nagy per, mely ezer éve folyik s még sincs vége című könyvét. E művében Eötvös a tiszaeszlári per történetét, hátterét, összefüggéseit, a szereplők figuráit és életmódját, illetve saját nyomozómunkájának folyamatát írta meg. László Ferenc szerint „A vérvád és a peres eljárás történetét elbeszélve sikerült [...] megannyi pszichológiailag hiteles portrét alkotva jószerint társadalomrajzként értékelhető ábrázolását adnia a Solymosi Eszter eltűnését követő tömeges hisztériának”. A per történetét a Révai testvérek előbb könyv alakban kívánták megíratni, azonban a presszió nélkül alkotói lustálkodásra hajlamos Eötvöst ismerve végül a folyóiratban történő folytatásos megjelentetéssel sikerült rendszeres írásra bírni. Így gyűlt össze a mű 3 kötete.
A magyar műveltséget természetesen csak Magyarországon ismerik. Alapja ennek az úgynevezett klasszikus műveltség, a hellén és latin remekírók szelleme. Ez megvan minden más művelt nemzetnél is. A magyar műveltség különössége abban áll, hogy a gondolkodó elme az állami közélet nagy kérdéseit, alkotmányjogot, a korona hatalmának becsét, a társadalmi osztályok közt lévő viszonyt, az embernek jogát és méltóságát, a faj s haza iránt való vonzalmat a magyar nemzet sok százados történetének, nagy harcainak, nagy szenvedéseinek világánál ismeri föl, érti és becsüli meg. E nemzetnek különös intézményei voltak, s különös története, mely azokat az intézményeket megalakította. A faj is más, mint a világ minden más művelt faja. A nyelv is különös, minden közeli rokonság nélkül. Ezeréves története is különös, minthogy a tatár, török, német és szláv áramlatok találkozási központjánál telepedett meg, s ezek minden harcát végigharcolta. Mert a harc elől ki nem térhetett, de számának kisebbségénél fogva legragyogóbb győzelmeinek hasznát sem élvezhette igazán. Gyakran nagy csapások érték, de a lemondás érzetét szívéhez férni nem engedte. Sokszor kellett idegen célokért véreznie, de örök célja gyanánt csak saját nagyságát tekintette. A szabad alkotmányt, a nemzeti képviseletet s szabadságért s az emberi jogok teljességéért való lelkesülést mindig megőrizte.
Ebben a szellemben fejlődött ki Magyarországon a műveltebb s vagyonosabb osztályok tagjainál a különös magyar műveltség. Az ily műveltségű embert magyar táblabírónak nevezik. El nem merülni az elméletekben, külső célokért fel nem áldozni az élet örömeit, önmagáért becsülni az életet, szeretni az embereket, búsulni a múltak szenvedésein, kinevetni a kétségbeesőket, nagyhatalomnak ismerni el a végzetet, de föltétlenül még annak se hódolni meg, meglehetős ábrándozás, mérsékelt munkálkodás, időnkénti lázas lelkesülés, erős fajszeretet, igazságnak eleven érzése: íme, a magyar táblabírói lélek.

## Művei
- Utazás a Balaton körül. Elbeszélés gyűjtemény (1900)
- Magyar alakok. Közéleti arcképek (1901) Online
- A Jókay-nemzetség (1906) Online
- Nagyokról és kicsinyekről (1906) Online
- Harcz a nemzeti hadseregért (1906)
- A balatoni utazás vége. Az Utazás a Balaton körül folytatása (1909)
- A nagy per, mely ezer éve folyik s még sincs vége. (folyóiratban, folytatásokban, majd 1904-ben könyv alakban)
- Gróf Károlyi Gábor feljegyzései, anekdoták
- Deák Ferenc és családja, életrajz
- Böthök uram szerencséje, dráma (1915)
- Nazarénusok
- A két ördög vára és egyéb elbeszélések; Révai, Bp., 1910 (Révai magyar klasszikusai)
- Böthök uram szerencséje. Színmű; Szerzői Jog Értékesítő Központ, Bp., 1916 (Színpadi könyvtár)
- Házassági viszontagságok és egyéb elbeszélések; Athenaeum, Bp., 1918 (Olcsó regény)
- Nemzetes Böthök uram szerencséje; Singer-Wolfner, Bp., 1921 (Milliók könyve)
- Balaton-Füred; Balatoni Társaság, Balatonfüred, 1935 (A Balatoni Társaság könyvtára)
- Százhetvenöt huszár; Ifjúsági, Bp., 1951 (Hazáért és szabadságért)
- Megakad a vármegye. Elbeszélések; vál., tan. Lukácsy Sándor; Szépirodalmi, Bp., 1952
- Házassági viszontagságok. Elbeszélések; vál., utószó Kónya Judit; Szépirodalmi, Bp., 1956 (Olcsó könyvtár)
- Utazás a Balaton körül; sajtó alá rend. István Marian; Szépirodalmi, Bp., 1957
- Répa Rozi története. Elbeszélések; Állami Irodalmi és Művészeti Kiadó, Bukarest, 1958 (Kincses könyvtár)
- A nagy per, mely ezer éve folyik s még sincs vége, 1-2.; sajtó alá rend., utószó, jegyz. Szalontay Mihály; Szépirodalmi, Bp., 1968 (Magyar elbeszélők)
- Balatoni utazás, 1-2.; szerk., utószó, jegyz. Szalay Károly; Magvető, Bp., 1982 (Magyar hírmondó)
- Aki örökké bújdosott; szöveggond. Makai Judit, utószó Albert Gábor; Móra, Bp., 1986
- Az utolsó szó Istenhez; összeáll. Kőszegi Lajos; Veszprém Megyei Múzeumok Igazgatósága, Veszprém, 1992 (Pannon panteon)
- A vidám rettegés; Jókai Városi Könyvtár, Pápa, 2002 (Pápai diákok)
- A balatoni utazás vége; utószó Praznovszky Mihály; Vitis Aureus, Veszprém, 2007
- A kézcsók az alkotmányban. Történetek; vál., előszó Szávai Géza; Pont, Bp., 2009 (Csintalan múzsa sorozat)
- A nagy év apró emlékei; utószó Praznovszky Mihály; Vitis Aureus, Veszprém, 2009
- A lelkek ura. Történetek; vál., előszó Szávai Géza; Pont, Bp., 2009 (Csintalan múzsa sorozat)
- Füredi anekdotafüzér; szerk. Kállai Szilárd; Vitis Aureus, Veszprém, 2010
- Badacsonyi anekdotafüzér; előszó Praznovszky Mihály; Vitis Aureus, Veszprém, 2010
- A nagy per, mely ezer éve folyik s még sincs vége; sajtó alá rend., szerk., utószó Simoncsics Péter; Mérték, Bp., 2010 (Kötelezők mértékkel)
- Eötvös Károly balatoni utazásai. Eötvös Károly Utazás a Balaton körül és A Balatoni utazás vége című műveiből; vál., szerk. Kisbán Gyula; Fiesta, Bp., 2011
- Utazás a Balaton körül; utószó Praznovszky Mihály; 14. átdolg., jav. kiad.; Vitis Aureus, Veszprém, 2011
- Utazás a Balaton körül; szerk., bev. Pozsgai Zsolt, fotó Korzenszky Richárd; Magyar Közlöny Lap- és Könyvkiadó, Bp., 2015 (Nemzeti könyvtár)
- A hiánytalan asszony. Ügyvéd-világ Magyarországon. Történetek, emlékezések; vál., előszó Szávai Géza; Pont, Bp., 2016 (Csintalan múzsa sorozat)
- A megyei ész; OOK-Press, Veszprém, 2018 (Eötvös könyvek)
- Emlékezzünk! Részletek egy kiadatlan visszaemlékezésből; OOK-Press, Veszprém, 2020 (Eötvös könyvek)

Továbbá anekdotafüzérei jelentek meg folyóiratokban.

## Emléke

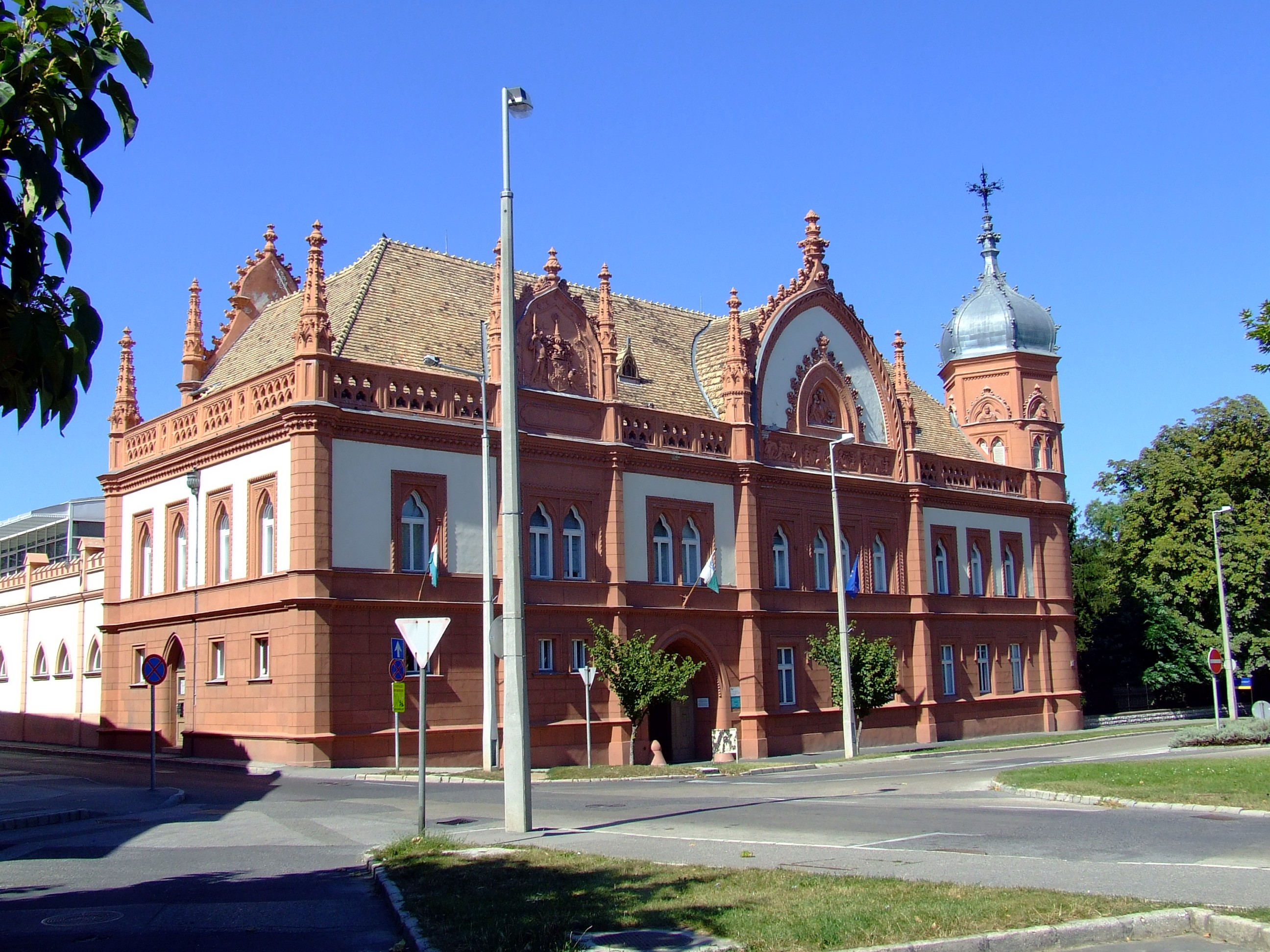
Eötvös Károly Megyei Könyvtár, Veszprém

Eötvös Károly alakja saját nevén többször felbukkan Mikszáth Kálmán először 1898-ban megjelent Új Zrínyiász című fantasztikus regényében. A Mikszáth idejében az Országgyűlés egyik legfigyelemreméltóbb felszólalói közt számon tartott Eötvöst a saját korukban játszódó regény bonyodalmával kapcsolatban szólaltatta meg egy országgyűlési felszólalás erejéig, hogy Eötvös jól ismert érvelési stílusát megörökítse. Szülőfaluja, Mezőszentgyörgy híven őrzi Eötvös Károly emlékét. Ma az Eötvös Károly Községi Könyvtárnak otthont adó régi lakóházával szemben áll bronz mellszobra, mely Fésüs Károly szobrászművész alkotása. A településen Eötvös Károly nevét viseli az általános iskola és egy utca. A képviselő-testület által alapított bronz emlékplaketten is Eötvös Károly képmása található. Nevét viseli továbbá a falu művelődési háza is.
Eötvös Károly fehér márvány mellszobra Balatonfüreden, a Szívkórház előtti téren áll. A szobrot a tiszaeszlári per után a Pesti Izraelita Hitközség készíttette Zalai Császár János szobrászművésszel, azzal a szándékkal, hogy Budapesten állítsák fel. Erre nem került sor, így a szobrot évtizedeken át a Dohány utcai Zsidó Múzeum őrizte, majd ez ajándékozta Balatonfürednek, ahol Eötvösnek egykor birtoka volt, s ahol végül 1957. június 1-jén avatták fel.
Nevét 1968-ban vette fel a veszprémi Eötvös Károly Megyei Könyvtár
Róla kapta nevét a 2003-ban létesült Eötvös Károly Közpolitikai Intézet
Nevét viseli továbbá a Káli-medencében található Fekete-hegy legmagasabb pontján (369 méter) épített Eötvös Károly kilátó is. 1950-ben bazaltkőből épült, majd később 1978-ban vörösfenyőből készült kilátó váltotta fel. 2010-ben felújították, a háromemeletes tetőteraszos építményről gyönyörű körpanoráma nyílik a Káli-medencére.